# ایمی فیلیپس
ایمی فیلیپس (انگلیسی: Aimee Phillips؛ زادهٔ ۶ مهٔ ۱۹۹۱) بازیکن فوتبال اهل نیوزیلند است.
وی همچنین در تیم ملی فوتبال زنان نیوزیلند بازی کرده‌است.